# Gabriel Sanchez Cisneros
Gabriel Sanchez Cisneros (Lima, Perú; 22 de marzo de 1951 - 3 de abril de 2021) fue un futbolista peruano. Jugaba de centrocampista e hizo parte de su carrera principalmente  en Atlético Chalaco.

## Trayectoria
Estudio en el Colegio Politécnico del Callao y  en el año 1969 Roberto Reynoso lo llevó al Club Atlético Chalaco. Desempeñó como volante y alternaba también como delantero en el Club Atlético Chalaco, Ciclista Lima, entre otros. Después de su etapa como futbolista, fue entrenador de las divisiones menores del Club Atlético Chalaco desde 1982 a 1985, para luego dirigir al primer equipo en 1986-1987, y en 1990.

## Clubes

### Como jugador
| Club                   | País | Temporada |
| ---------------------- | ---- | --------- |
| Club Atlético Chalaco  | Perú | 1969-1972 |
| Ciclista Lima          | Perú | 1973      |
| Club Atlético Chalaco  | Perú | 1974      |
| Barcelona de Surquillo | Perú | 1975      |
| Juventud Torre Blanca  | Perú | 1982      |
| Club Atlético Chalaco  | Perú | 1985      |

### Como entrenador
| Club                  | País | Año       |
| --------------------- | ---- | --------- |
| Club Atlético Chalaco | Perú | 1986-1987 |
| Club Atlético Chalaco | Perú | 1990      |

## Palmarés
| Título           | Club             | País | Año  |
| ---------------- | ---------------- | ---- | ---- |
| Segunda División | Atlético Chalaco | Perú | 1972 |

- Datos: Q96589645